# Microcogeração
A Microcogeração é um processo de cogeração de energia em pequena escala, normalmente em edifícios residenciais.

## Espécies
- Tecnologia Pinch